# Damalis claripennis
Damalis claripennis är en tvåvingeart som beskrevs av Stanley Willard Bromley 1935. Damalis claripennis ingår i släktet Damalis och familjen rovflugor. Inga underarter finns listade i Catalogue of Life.